# Josh Gasser
Joshua Patrick Gasser (Port Washington (Wisconsin), 13 de febrero de 1992) es un jugador de baloncesto estadounidense. Mide 1,93 metros de altura y ocupa la posición de Escolta.

## Trayectoria

### Instituto
Estuvo en el Port Washington High School en Port Washington (Wisconsin). Como júnior, promedió 22 puntos, 11 rebotes y 3 asistencias por partido, siendo elegido MVP de la conferencia.
En su último año, promedió 23,9 puntos, 9., rebotes y 4,8 asistencias, entrando en el primer equipo del estado por Associated Press y fue nombrado Jugador del Año Wisconsin Gatorade. Es el máximo anotador y reboteador de la historia de Port Washington y posee el mejor porcentaje de tiros libres de la escuela.

### Universidad
Jugó con los Wisconsin Badgers desde 2010 hasta 2015. El 23 de enero de 2011, en la victoria 78-46 de Wisconsin sobre Northwestern, anotó 10 puntos, cogió 12 rebotes y dio 10 asistencias, siendo el único jugador de la historia de Universidad de Wisconsin en conseguir un triple-doble.
Antes de empezar su temporada como júnior, se rompió el ligamento cruzado anterior en un entrenamiento y se perdió toda la temporada 2012-2013. A la siguiente temporada, tuvo una mención honorífica Big Ten Conference elegido por los medios.
Gasser es considerado uno de los mejores defensores de la Big Ten Conference, y fue elegido en el Equipo Defensivo de la Big Ten Conference en sus temporadas sophomore, júnior y sénior.

#### Estadísticas
| Año       | Equipo            | PJ                  | PT                  | MPP                 | %TC                 | %3P                 | %TL                 | RPP                 | APP                 | ROB                 | TPP                 | PPP                 |
| --------- | ----------------- | ------------------- | ------------------- | ------------------- | ------------------- | ------------------- | ------------------- | ------------------- | ------------------- | ------------------- | ------------------- | ------------------- |
| 2010-2011 | Wisconsin Badgers | 34                  | 30                  | 28.1                | .472                | .302                | .855                | 3.9                 | 2.2                 | .5                  | .1                  | 5.9                 |
| 2011-2012 | Wisconsin Badgers | 36                  | 36                  | 34.1                | .464                | .452                | .783                | 4.2                 | 1.9                 | .7                  | .1                  | 7.6                 |
| 2012-2013 | Wisconsin Badgers | No juega por lesión | No juega por lesión | No juega por lesión | No juega por lesión | No juega por lesión | No juega por lesión | No juega por lesión | No juega por lesión | No juega por lesión | No juega por lesión | No juega por lesión |
| 2013-2014 | Wisconsin Badgers | 38                  | 38                  | 33.4                | .433                | .431                | .868                | 4.0                 | 1.9                 | .7                  | .2                  | 8.8                 |
| 2014-2015 | Wisconsin Badgers | 40                  | 40                  | 33.0                | .443                | .389                | .827                | 3.5                 | 1.8                 | .8                  | .2                  | 6.6                 |
| Total     | Total             | 148                 | 144                 | 32.3                | .452                | .402                | .837                | 3.9                 | 1.9                 | .7                  | .1                  | 7.3                 |

### Profesional
El 27 de junio de 2015, firmó un contrato con los Brooklyn Nets para jugar la NBA Summer League.
Vivirá su primera experiencia como profesional en el Basketball Löwen Braunschweig alemán.